# 蒙塞居尔 (阿列日省)
蒙塞居尔（法語：Montségur，法語發音：[mɔ̃seɡyʁ]）是法国阿列日省的一个市镇，属于富瓦区。

## 地理
蒙塞居尔（42°52'17"N, 1°50'0"E）面积37.16 平方千米，位于法国奧克西塔尼大區阿列日省，该省份为法国西南部内陆省份，西部和北部与上加龙省接壤，东临奥德省，东南至东比利牛斯省接壤，南与安道尔和西班牙接壤。
与蒙塞居尔接壤的市镇（或旧市镇、城区）包括：阿克西亚、富加和巴里讷夫、洛尔达、蒙费里耶、普拉德。

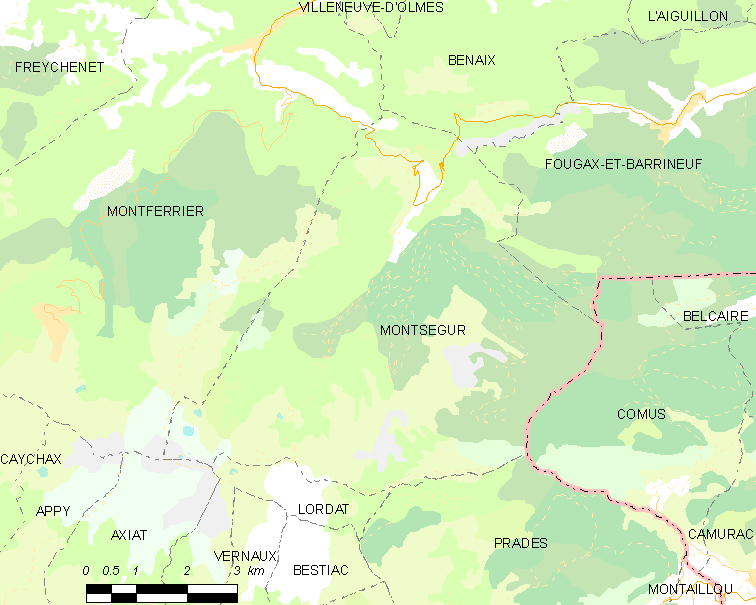
的OSM定位图

蒙塞居尔的时区为UTC+01:00、UTC+02:00（夏令时）。

## 行政
蒙塞居尔的邮政编码为09300，INSEE市镇编码为09211。

## 政治
蒙塞居尔所属的省级选区为奥尔姆地区县。

## 人口

1962-2008年间人口变化图示

蒙塞居尔于2022年1月1日时的人口数量为116人。